# Área de conservación regional Páramos y Bosques Montanos de Jaén y Tabaconas
El Área de conservación regional Páramos y Bosques Montanos de Jaén y Tabaconas es un área protegida en el Perú. Se encuentra en el departamento de Cajamarca.
Fue creado el 6 de mayo de 2021, mediante DDecreto Supremo N° 005-2021-MINAM. Tiene una extensión de 31,537.23 hectáreas.